# Soane Lilo Foliaki
Soane Lilo Foliaki, né à Ma'ufanga le 18 avril 1933 et décédé à Nukuʻalofa le 24 décembre 2013, est un prélat tongien mariste, évêque des Tonga de 1994 à 2008.

## Biographie
Il entre au séminaire en 1953 et est ordonné prêtre le 21 juillet 1955.
Nommé évêque du diocèse des Tonga le 10 juin 1994 par Jean-Paul II, il reçoit la consécration épiscopale le 24 juin suivant des mains de Thomas White, nonce apostolique dans le Pacifique.
Il se retire de son ministère, pour limite d'âge, le jour de son 75e anniversaire, le 18 avril 2008.
Il meurt le 24 décembre 2013.